# 2016年夏季奧林匹克運動會鐵人三項比賽
2016年夏季奧林匹克運動會鐵人三項比賽於2016年8月18日至20日在科帕卡瓦納砲台舉行。共有110位運動員參加男女賽事。

## 参赛国家和地区
- 阿根廷（2）
- （6）
- 奥地利（3）
- 阿塞拜疆（1）
- 巴巴多斯（1）
- 比利时（4）
- 百慕大（1）
- 巴西（2）
- 加拿大（5）
- 智利（1）
- 中国（2）
- 哥斯达黎加（1）
- 捷克（1）
- 丹麦（1）
- 厄瓜多尔（1）
- 爱沙尼亚（1）
- 法国（4）
- 德国（5）
- 英国（6）
- 匈牙利（4）
- 爱尔兰（2）
- 以色列（1）
- 意大利（4）
- 日本（4）
- 约旦（1）
- 毛里求斯（1）
- 墨西哥（5）
- 荷兰（2）
- 挪威（1）
- 新西兰（5）
- 波兰（1）
- 葡萄牙（3）
- 俄罗斯（6）
- 斯洛伐克（1）
- 斯洛文尼亚（1）
- 南非（4）
- 西班牙（6）
- 瑞典（1）
- 瑞士（4）
- 乌克兰（1）
- 美国（6）

## 赛程
所有時間為巴西時間（UTC-3）
| 项目 | 日期          | 开始时间 |
| ---- | ------------- | -------- |
| 男子 | 2016年8月18日 | 11:00    |
| 女子 | 2016年8月20日 | 11:00    |

## 獎牌得主
| 項目              | 金牌                            | 银牌                          | 铜牌                      |
| 男子個人 （詳細） | 阿利斯泰尔·布朗利 · 英国（GBR） | 乔纳森·布朗利 · 英国（GBR）   | 亨利·斯库曼 · 南非（RSA） |
| 女子個人 （詳細） | 格温·乔根森 · 美国（USA）       | 尼科拉·斯比瑞格 · 瑞士（SUI） | 维姬·霍兰德 · 英国（GBR） |

## 獎牌榜
| 排名 | 国家／地区 | 金牌 | 银牌 | 铜牌 | 總數 |
| ---- | ---------- | ---- | ---- | ---- | ---- |
| 1    | 英国       | 1    | 1    | 1    | 3    |
| 2    | 美国       | 1    | 0    | 0    | 1    |
| 3    | 瑞士       | 0    | 1    | 0    | 1    |
| 4    | 南非       | 0    | 0    | 1    | 1    |
| 總計 | 總計       | 2    | 2    | 2    | 6    |